# Архіпелаг Олександра
Архіпелаг Олександра (англ. Alexander Archipelago) — архіпелаг або група островів в північно-східній частині Тихого океану завдовжки 500 км, біля південно-східного узбережжя штату Аляска. Розташовано в північній частині Внутрішнього проходу. Відокремлено від материка Лінн-Каналом.

## Історія
Архіпелаг був відкритий російськими мореплавцями в 1741 році і названий пізніше на честь правителя російських поселень в Америці Олександра Баранова, який в 1799 формально приєднав їх до Російської імперії. На честь нього назвали також острів Баранова. В 1867 архіпелаг разом з Аляскою був проданий Росією США.

## Географія
Острови є вершинами підводного гірського хребта, який тягнеться вздовж узбережжя Канади і Аляски. Острови відділені один від одного і від материка глибокими протоками. Найбільшими островами є острови Чичагова, Врангеля, Адміралтейський, Баранова, Ревільягіхедо, Купреянова, Принца Уельського, Кую і Етолін. Клімат помірний. Всі острови порізані ущелинами, покриті густим шпильовим лісом і населені численною дикою фауною.

## Населення
Із корінних народів в регіоні проживають індіанці тлінкіти і кайгани-хайда. Індіанці племен цімшиани, які живуть на острові Аннетт, поселились на ньому порівняно недавно, прибувши в XIX столітті із Британської Колумбії. Найбільшим містом архіпелагу є місто Сітка на острові Баранова, а також місто Кетчикан на острові Ревільягіхедо.

## Економіка
Економіка архіпелагу основана на туризмі, рибальстві і лісовій промисловості.